# 圣日耳曼堂 (亚眠)

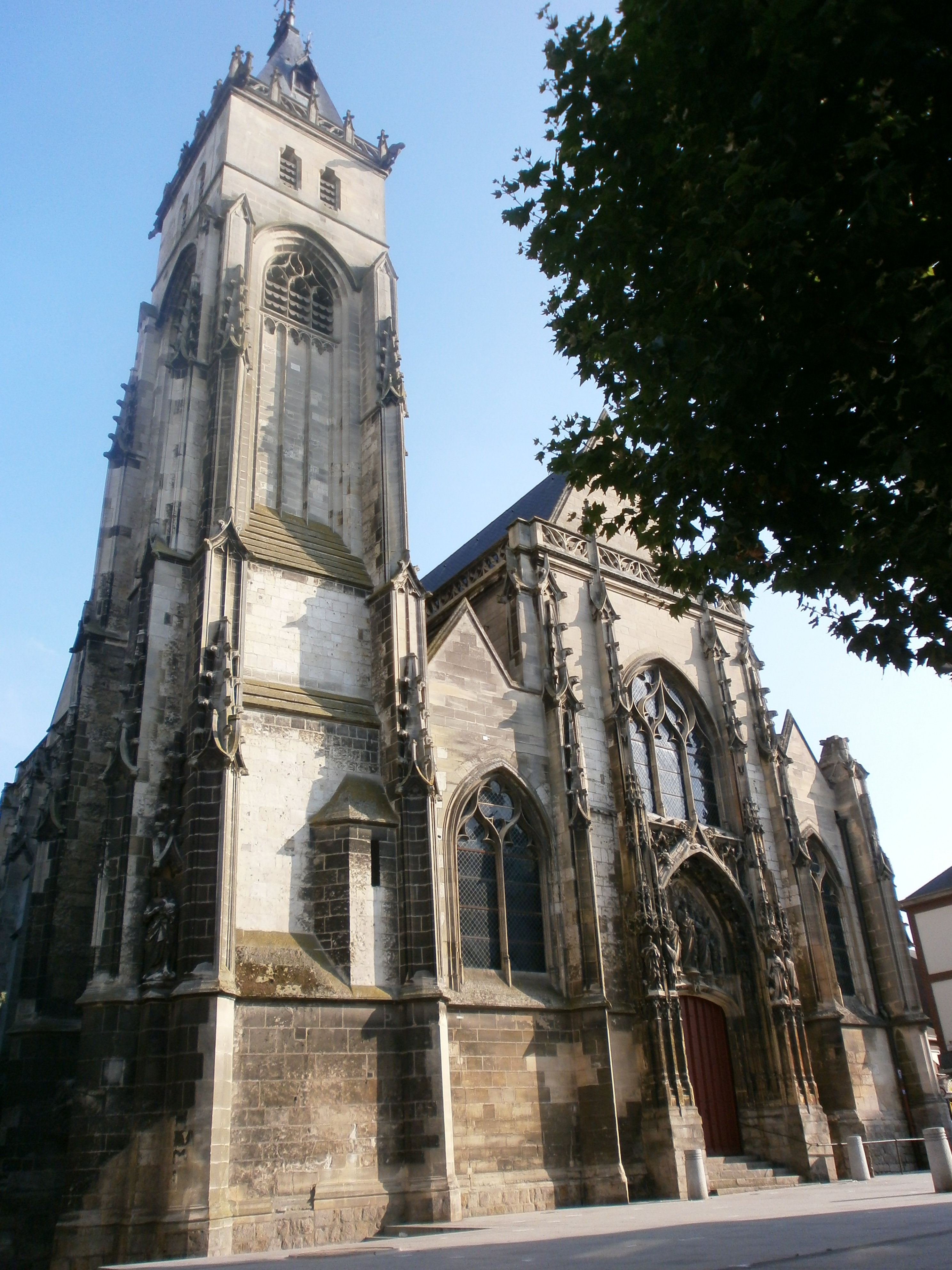

圣日耳曼堂（Église Saint-Germain-l'Écossais）是法国北部皮卡第城市亚眠的一座天主教教堂，和亚眠主教座堂、圣勒弥爵堂同为该市最古老的教堂。

## 历史
该堂供奉圣日耳曼，建于1455年-1490年，百年战争之后，繁荣归来之际。该堂在二战期间遭受巨大的破坏，屋顶被烧毁。战后修复。
这座建筑在1906年被列为法国历史古迹.

## 建筑
圣日耳曼堂为哥特式风格，拉丁十字平面。其尖顶强烈倾斜向北，绰号 "皮卡第的小比萨"（La petite Pise de Picardie）。堂内有许多十六世纪雕像。